# Mala Slevica
Mala Slevica este o localitate din comuna Velike Lašče, Slovenia, cu o populație de 160 de locuitori.